# آبتی (دهانه)
آبتی Abetti یک دهانه برخوردی در ماه است.